# Этнические чистки

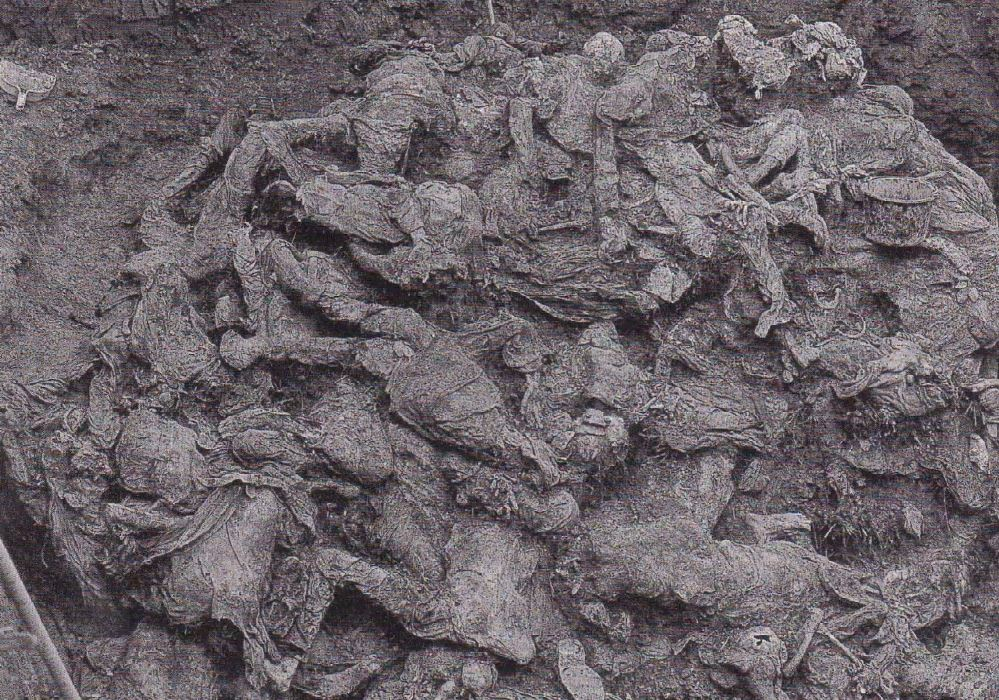
Одна из эксгумированных братских могил жертв резни в Сребренице, акта геноцида, осуществлённого в 1995 году солдатами Вооружённых сил Республики Сербской в рамках этнических чисток во время Боснийской войны

Этнические чистки — систематическое массовое насильственное постоянное вытеснение, изгнание рассматриваемых как «чужие» этнической, расовой или религиозной группы с определённой территории (как вариант — на предполагаемую внешнюю родину), цели которых — сделать регион этнически однородным, захватить контроль над территорией. Средства достижения целей могут быть как легальными, так полулегальными или нелегальными. Основным методом достижения этой цели является террор. Методы могут быть как прямыми (депортация, принудительное перемещение населения и др.), так и косвенными (убийства, изнасилования и уничтожение имущества и др.). Часто этническая чистка сопровождается удалением всех следов присутствия группы с данной территории. Этническая чистка обеспечивается невозможностью возвращения группы.
К предпосылкам этнической чистки относятся современный (модерный) национализм, концепция современного (модерного) национального государства и развитие демографической политики. Некоторые государства обращались с переселяемыми меньшинствами хуже, чем другие государства обращались со своими предполагаемыми внешними врагами. Выделяется депортация внутри государства, поскольку в этом случае не предполагается какой-либо внешней территории, на которую изгоняется население.
Выделяются четыре основных периода этнических чисток: 1912—1925 годы, этнические чистки под гегемонией нацистской Германии (1938—1944), этнические чистки и послевоенный порядок в Европе (1944—1948) и этнические чистки в Югославии (1991—1995).
Этническая чистка не признана в качестве отдельного вида преступления в рамках международного права. По этой причине не существует точного определения этого понятия, не определены конкретные действия, которые могли бы квалифицироваться как этническая чистка. Этническая чистка часто эквивалентна депортации, которая является серьёзным нарушением Женевских конвенций, а также преступлением против человечности. и, следовательно, преступлением, подпадающим под юрисдикцию Трибунала.

## Термин
Вопросы точного происхождения этого термина или того, кто начал его использовать и по каким причинам, до настоящего времени не прояснены. Считается, что термин появился в контексте конфликтов 1990-х годов в бывшей Югославии и, как предполагается, является буквальным переводом сербскохорватского выражения «etničko čišćenje».
По другой версии, концепция, была заимствована из славянского выражения, впервые использованного советскими властями в 1980-х годах для описания попыток Азербайджана изгнать армян из региона Нагорного Карабаха, а вскоре после этого был заимствован сербскими националистами для описания их политики в центральном регионе Югославии.
Несмотря на свой эвфемистический характер и происхождение из языка преступников, «этническая чистка» стала широко распространённым научным термином, используемым для описания систематического и насильственного изгнания «нежелательных» этнических групп с определённой территории.
«Этническая чистка» является популярным и журналистским выражением, не имеющим признанного юридического значения.

## Понятие
Выражение «этническая чистка» использовалось в резолюциях Совета Безопасности и Генеральной Ассамблеи ООН и признавалось в решениях и обвинительных заключениях Международного трибунала по бывшей Югославии, хотя совершение этнических чисток не являлась одним из пунктов обвинения. Официального определения ему не было дано.
Комиссия экспертов Организации Объединенных Наций, уполномоченная расследовать нарушения международного гуманитарного права, совершённые на территории бывшей Югославии, в своём промежуточном докладе S/25274 определила этническую чистку как «…придание территории этнической однородности путём применения силы или запугивания для изгнания лиц определённых групп с этой территории». В своём заключительном докладе S/1994/674 та же Комиссия описала этническую чистку как «…целенаправленную политику, разработанную одной этнической или религиозной группой с целью изгнания насильственными и террористическими методами гражданского населения другой этнической или религиозной группы с определённых географических территорий».
Комиссия экспертов также заявила, что принудительные методы, используемые для изгнания гражданского населения, могут включать в себя: убийства, пытки, произвольные аресты и задержания, внесудебные казни, изнасилования и сексуальные посягательства, тяжкие телесные повреждения, нанесённые гражданским лицам, содержание гражданского населения в районах гетто, насильственное перемещение, перемещение и депортация гражданского населения, преднамеренные военные нападения или угрозы нападения на гражданских лиц и жилые районы, использование гражданских лиц в качестве живого щита, уничтожение имущества, грабеж личного имущества, нападения на больницы, медицинский персонал и места с эмблемами Красного Креста или Красного Полумесяца и др. Комиссия добавила, что такая практика может представлять собой преступления против человечности и может быть приравнена к конкретным военным преступлениям. Более того, такие действия также могут подпадать под смысл Конвенции о геноциде.
Методы косвенного принуждения могут включать: введение репрессивных законов и дискриминационных мер, призванных усложнить жизнь меньшинствам; преднамеренный отказ от предотвращения массового насилия против этнических меньшинств; использование суррогатных методов для совершения насилия; разрушение инфраструктуры, от которой зависит жизнь меньшинств; тюремное заключение, угрозы изнасилованием и убийством в отношении представителей этнической группы. В случае неэффективности эти косвенные методы часто заменяются на принудительную эмиграцию, когда изгнание этнической группы с территории осуществляется при помощи физической силы. Обычно этот процесс включает в себя физическое преследование и экспроприацию собственности. Депортация представляет собой острую форму прямого принуждения, при которой насильственное выдворение «нежелательных лиц» с территории государства организуется, направляется и осуществляется государственными агентами. Самым серьёзным из прямых методов, исключая геноцид, является физическая чистка (англ. murderous cleansing), включающая совершённые зачастую публично убийства некоторого числа представителей этнической группы с целью вынудить остальных представителей бежать. Процесс этнической чистки завершается путём лишения гражданства тех, кто эмигрирует или бежит.

## Этнические чистки и геноцид
По вопросу соотношения понятий этнических чисток и геноцида существуют разногласия. Этническая чистка разделяет с геноцидом цель достижения «чистоты», в обоих случаях массовые убийства совершаются с целью устранить группу с конкретной территории, но они могут различаться по своим конечным целям: этническая чистка направлена на принудительное изгнание «нежелательной» группы или групп, тогда как геноцид преследует своей целью уничтожение, истребление этнической, национальной или расовой группы. Этническая чистка может сопровождаться убийствами (физическая чистка), но её цель — консолидация власти над территорией, а не уничтожение группы. Таким образом, этнические чистки и геноцид относятся к спектру насилия в отношении групп, причём геноцид находится на дальнем конце этого спектра. Этническая чистка занимает центральную часть континуума между геноцидом на одном конце и ненасильственной принудительной (под давлением) этнической эмиграцией на другом конце. Учитывая этот континуум, всегда будет оставаться неясность относительно того, когда этнические чистки перерастают в геноцид. Кроме того, этническая чистка вполне может сделать дальнейшее существование группы невозможным и тем самым привести к её уничтожению — насильственная депортация может привести к тому же результату, что и лагеря смерти.

## Последствия
Насильственные конфликты существенно меняют сообщества. В случае своего возвращения изгнанные обнаруживают, что за период их отсутствия их родные сообщества и идентичности претерпели трансформацию, и эти изменения имеют существенные последствия в плане способности вернуть себе чувство дома. Первым вопросом после возвращения обычно является восстановление собственности, в частности, возвращение или восстановление жилых помещений. Исследования выявили факторы, влияющие на решение о возвращении: время, травма, семейные характеристики и экономические возможности.